# Rheumaptera clarior
Rheumaptera clarior là một loài bướm đêm trong họ Geometridae.